# Apalpostoma cinereum
Apalpostoma cinereum är en tvåvingeart som beskrevs av Malloch 1930. Apalpostoma cinereum ingår i släktet Apalpostoma och familjen parasitflugor. Inga underarter finns listade i Catalogue of Life.